# Anahita mamma
Anahita mamma là một loài nhện trong họ Ctenidae.
Loài này thuộc chi Anahita. Anahita mamma được Ferdinand Karsch miêu tả năm 1884.